# Fabolous
John David Jackson (Brooklyn, 18 november 1977), beter bekend onder zijn artiestennaam Fabolous, is een Amerikaanse rapper.

## Carrière
Fabolous begon serieus met muziek maken in 1998. Onder zijn toenmalige artiestennaam 'Fabolous Sport' bracht hij de single If They Want It uit. Dit nummer staat op het album DJ Clue? The Professional, dat werd uitgebracht onder Def Jam. In 2000 bracht Fabolous zijn tweede single uit, maar ook Gotta Be A Thug kreeg weinig bekendheid en haalde de ranglijsten niet.
In 2001 brak Fabolous echt door. DJ Clue zag een toekomstig wereldster in hem en bood hem een contract aan bij zijn nieuwe label Desert Storm. Onder dit label bracht hij zijn debuutalbum Ghetto Fabolous uit. Op dit album stond ook zijn eerste echte single Can't deny it, die in de Verenigde Staten de 25e plaats in de Billboard Hot 100 bereikte.
Het debuutalbum van Fabolous deed het nog beter. Er werden bijna 150.000 stuks van verkocht en het album haalde de vierde plaats in de albumlijst in Amerika.
In maart 2003 bracht Fab zijn tweede album uit: Street Dreams. Op dit album staan twee singles die beide de vierde plaats in Amerika bereikten: Can't let you go, samen met Lil' Mo en Mike Shorey en Into you, featuring Tamia.
Fabolous begon steeds populairder te worden. Zijn volgende album Real Talk werd uitgebracht in november 2004. Het album kwam binnen op nummer 6 in de albumlijst en er gingen ongeveer 179.000 stuks van over de toonbank. De eerste single van dit album, Breathe, deed het goed, de tweede single Baby deed het veel minder goed, maar het nummer Do The Damn Thing betekende de doorbraak van Young Jeezy.
Twee jaar na het uitbrengen van dit album verhuisde Fabolous van Atlantic Records naar Def Jam.
Het vierde studioalbum van Fabolous heet From nothin' To Somethin' en werd uitgebracht in juni 2007. Het is zijn meest succesvolle album tot nu toe. Hij komt in de albumcharts binnen op nummer 2 en verkoopt 159.000 exemplaren in de eerste week. De singles die tot nu toe van dit album zijn uitgekomen zijn: Diamonds (featuring Young Jeezy), Make Me Better (featuring Ne-Yo (in de clip is Roselyn Sánchez te bewonderen) en Baby Don't Go (met T-Pain. Volgens geruchten zou Change Up, een samenwerking met Akon, de vierde single van het album moeten worden.
In 2009 bracht Fabolous een nieuw album uit onder de naam Loso's Way.
Zijn nieuwe album Loso's Way 2: Rise to Power had in 2013 onder Desert Storm uitgebracht moeten worden, maar is vertraagd naar een release in 2014.

## Persoonlijk leven
In januari 2003 en twee maanden later (in maart van datzelfde jaar) werd Fabolous opgepakt vanwege een wapen in zijn auto, waarvoor hij geen vergunning had. Later kon zijn bodyguard Julio Cesar bewijzen dat het wel zijn wapen was.
Op 17 oktober 2006 werd Fabolous beschoten. Hij kreeg kogels in zijn rechterbeen, werd in het ziekenhuis behandeld, maar hield er niets aan over.

## Discografie

### Albums
- 2001: Ghetto Fabolous — 11 september 2001
- 2003: Street Dreams — 4 maart 2003
- 2004: Real Talk — 9 november 2004
- 2007: From Nothin' to Somethin' — 12 juni 2007
- 2009: Loso's Way — 28 juli 2009
- 2014: Loso's Way 2: Rise to Power — aangekondigd voor 2014

### Mixtapes
- 2003 More Street Dreams, Pt. 2: The Mixtape — 4 november 2003
- 2005 My Life Is — ?? ?? 2005
- 2006 Loso's Way: Rise to Power — ?? ?? 2006
- 2008 There Is No Competition — 13 februari 2008
- 2008 There Is No Competition 2: The Funeral Service — 5 maart 2010
- 2011 The S.O.U.L. Tape — 21 april 2011
- 2011 There Is No Competition 3: Death Comes in 3's — 25 december 2011
- 2012 The S.O.U.L. Tape 2 — 22 november 2012
- 2013 The S.O.U.L. Tape 3 — 25 december 2013

### Ep's
- 2010 There Is No Competition 2: The Grieving Music EP — 31 augustus 2010

### Singles
| Jaar | Titel                                                     | U.S. Hot 100 | U.S. R&B/ Hip-Hop | U.S. Rap | UK | Album                     |
| 2001 | "Can't Deny It" (featuring Nate Dogg)                     | 25           | 13                | 11       | -  | Ghetto Fabolous           |
| 2001 | "Young'n (Holla Back)"                                    | 33           | 17                | 8        | -  | Ghetto Fabolous           |
| 2002 | "Trade It All Pt. 2" (featuring Jagged Edge and P. Diddy) | 20           | 14                | 8        | -  | Barbershop Soundtrack     |
| 2002 | "This Is My Party"                                        | -            | 59                | -        | -  | Street Dreams             |
| 2003 | "Make U Mine" (featuring Mike Shorey)                     | -            | 93                | -        | -  | More Street Dreams Pt.2   |
| 2003 | "Into You" (featuring Tamia)                              | 4            | 6                 | 4        | 18 | Street Dreams             |
| 2003 | "Can't Let You Go" (featuring Lil' Mo and Mike Shorey)    | 4            | 2                 | 2        | 14 | Street Dreams             |
| 2004 | "Breathe"                                                 | 10           | 4                 | 2        | 28 | Real Talk                 |
| 2005 | "Baby" (featuring Mike Shorey)                            | 71           | 22                | 17       | 41 | Real Talk                 |
| 2007 | "Diamonds" (featuring Young Jeezy)                        | 83           | 59                | -        | -  | From Nothin' to Somethin' |
| 2007 | "Make Me Better" (featuring Ne-Yo)                        | 13           | 10                | 3        | -  | From Nothin' to Somethin  |

### Gastoptredens
| Jaar | Titel                                                                      | Album                                |
| 2001 | "Superwoman [Pt. II]" (Lil Mo featuring Fabolous)                          | Based on a True Story                |
| 2002 | "Basketball" (Lil' Bow Wow featuring Fabolous, Fundisha & Jermaine Dupri)  | Like Mike Soundtrack                 |
| 2003 | "Never Leave You (Remix)" (Lumidee featuring Busta Rhymes & Fabolous)      | Almost Famous                        |
| 2004 | "Dip It Low" (Christina Milian featuring Fabolous, Shawnna & Volito)       | It's About Time                      |
| 2005 | "Dale Don Dale Remix" (Don Omar featuring Fabolous and Swizz Beatz)        | Da Hit Man Presents Reggaeton Latino |
| 2005 | "6 Minutes" (Cassidy featuring Lil' Wayne and Fabolous)                    | I'm a Hustla                         |
| 2005 | "Get Right" (Jennifer Lopez featuring Fabolous)                            | Rebirth"                             |
| 2005 | "One Wish Remix"(Ray J featuring Fabolous)                                 | Raydiation"                          |
| 2007 | "Let Him Go" (Bobby Valentino featuring Fabolous)                          | Special Occasion                     |
| 2007 | "Real Throwback" (Chris Brown featuring Fabolous) (Produced by Just Blaze) | Exclusive                            |
| 2007 | "You Already Know" (Cassidy featuring Beanie Sigel and Fabolous)           | It Is What It Is                     |